# Веселиновац
Веселиновац је насељено место града Ваљева у Колубарском округу. Према попису из 2022. било је 170 становника.

## Демографија
У насељу Веселиновац живи 189 пунолетних становника, а просечна старост становништва износи 41,2 година (39,9 код мушкараца и 42,7 код жена). У насељу има 69 домаћинстава, а просечан број чланова по домаћинству је 3,48.
Ово насеље је великим делом насељено Србима (према попису из 2002. године), а у последња три пописа, примећен је пад у броју становника.
|  |

| Демографија | Демографија | Демографија |
| Година      | Становника  | Становника  |
| ----------- | ----------- | ----------- |
| 1948.       | 390         |             |
| 1953.       | 393         |             |
| 1961.       | 350         |             |
| 1971.       | 317         |             |
| 1981.       | 289         |             |
| 1991.       | 245         | 242         |
| 2002.       | 240         | 241         |

| Етнички састав према попису из 2002.‍ | Етнички састав према попису из 2002.‍ | Етнички састав према попису из 2002.‍ | Етнички састав према попису из 2002.‍ | Етнички састав према попису из 2002.‍ |
| ------------------------------------ | ------------------------------------ | ------------------------------------ | ------------------------------------ | ------------------------------------ |
|                                      |                                      |                                      |                                      |                                      |
| Срби                                 | Срби                                 |                                      | 239                                  | 99,58%                               |
| непознато                            | непознато                            |                                      | 1                                    | 0,41%                                |

| Година пописа     | 1948. | 1953. | 1961. | 1971. | 1981. | 1991. | 2002. |
| ----------------- | ----- | ----- | ----- | ----- | ----- | ----- | ----- |
| Број домаћинстава | 64    | 67    | 73    | 73    | 75    | 67    | 69    |

| Број чланова      | 1  | 2  | 3 | 4 | 5  | 6 | 7 | 8 | 9 | 10 и више | Просек |
| ----------------- | -- | -- | - | - | -- | - | - | - | - | --------- | ------ |
| Број домаћинстава | 16 | 15 | 7 | 7 | 12 | 5 | 4 | 1 | 1 | 1         | 3,48   |

| Пол    | Укупно | Неожењен/Неудата | Ожењен/Удата | Удовац/Удовица | Разведен/Разведена | Непознато |
| ------ | ------ | ---------------- | ------------ | -------------- | ------------------ | --------- |
| Мушки  | 100    | 29               | 58           | 9              | 2                  | 2         |
| Женски | 98     | 17               | 58           | 22             | 1                  | 0         |
| УКУПНО | 198    | 46               | 116          | 31             | 3                  | 2         |

| Пол    | Укупно                    | Пољопривреда, лов и шумарство | Рибарство                            | Вађење руде и камена | Прерађивачка индустрија       |
| ------ | ------------------------- | ----------------------------- | ------------------------------------ | -------------------- | ----------------------------- |
| Мушки  | 55                        | 17                            | 0                                    | 1                    | 19                            |
| Женски | 30                        | 18                            | 0                                    | 0                    | 7                             |
| УКУПНО | 85                        | 35                            | 0                                    | 1                    | 26                            |
| Пол    | Производња и снабдевање   | Грађевинарство                | Трговина                             | Хотели и ресторани   | Саобраћај, складиштење и везе |
| Мушки  | 0                         | 4                             | 1                                    | 0                    | 5                             |
| Женски | 1                         | 1                             | 1                                    | 0                    | 0                             |
| УКУПНО | 1                         | 5                             | 2                                    | 0                    | 5                             |
| Пол    | Финансијско посредовање   | Некретнине                    | Државна управа и одбрана             | Образовање           | Здравствени и социјални рад   |
| Мушки  | 0                         | 0                             | 1                                    | 0                    | 1                             |
| Женски | 0                         | 0                             | 1                                    | 1                    | 0                             |
| УКУПНО | 0                         | 0                             | 2                                    | 1                    | 1                             |
| Пол    | Остале услужне активности | Приватна домаћинства          | Екстериторијалне организације и тела | Непознато            | Непознато                     |
| Мушки  | 1                         | 0                             | 0                                    | 5                    | 5                             |
| Женски | 0                         | 0                             | 0                                    | 0                    | 0                             |
| УКУПНО | 1                         | 0                             | 0                                    | 5                    | 5                             |

## Галерија
- Веселиновац - Мост на Колубари
- Веселиновац - Панорама
- Веселиновац - Панорама
- Веселиновац - Панорама
- Веселиновац - Панорама
- Веселиновац - Панорама